# GSAT-7
GSAT-7 (auch Insat-4F) ist ein indischer militärischer Kommunikationssatellit. Er ist der sechste der Insat-4-Baureihe und wurde von der indischen Weltraumbehörde ISRO entwickelt.

## Start
Der Satellit wurde am 29. August 2013 zusammen mit Eutelsat 25B mit einer Ariane 5 ECA vom Centre Spatial Guyanais ins All gestartet.

## Nutzlast
GSAT-7 kommuniziert im UHF, C- und Ku-Band. Dies ist der erste von der ISRO gebaute Satellit, der Dienste für das indische Militär bereitstellt. Hauptnutzer ist die indische Marine.